# Jérôme Pétion de Villeneuve
Jérôme Pétion de Villeneuve, francoski politik in pisatelj, * 3. januar 1756, Chartres, † 1794.
Bil je izvoljen v Narodno skupščino Francije leta 1789, a je bil žirondist usmrčen leta 1794.